# Tugdual Kalvez
Tugdual Kalvez né le 22 décembre 1937 à Ploemeur, est un  musicien et auteur français d'ouvrages en breton et en français.

## Biographie
Tugdual Kalvez vécut ses premières années à Ploemeur, puis revint à Ergué-Armel, berceau de ses ancêtres, en janvier 1943, à la suite du bombardement de la maison familiale, avant de suivre ses parents à Nantes, en janvier 1947. Il y fit l'essentiel de ses études qu'il termina à Rennes : licence de philosophie, linguistique générale, licence et maîtrise de langues et cultures bretonnes et celtiques.
Né dans une famille de militants bretons, il s'est engagé tout jeune dans la défense de la culture et de la langue bretonnes. Dans cette perspective, il a fondé, en 1960, An Namnediz, avec Henri Landreau, le premier groupe de folksong breton ; le club de gouren de Nantes (lutte bretonne), en 1966 ; Kelc'h Sevenadurel Gwened (Centre Vannetais de Culture Bretonne), en 1972 ; Unvaniezh ar Gelennerien Brezhoneg (l'Union des Enseignants de Breton), en 1981, et Glad Senolf (association d'étude et de mise en valeur du patrimoine de Saint-Nolff, en Pays Vannetais), en 1996.
Marié, père de deux enfants, le breton a toujours été la langue familiale. Les petits enfants sont également bretonnants de naissance.
Il fut professeur de psychopédagogie aux Écoles normales de Vannes, à partir de 1967 et pendant douze années. Il enseigna aussi le breton aux élèves-maîtres, avant d'être envoyé enseigner la philosophie et le breton au lycée Colbert de Lorient, d'abord, puis au lycée Benjamin Franklin, à Auray. Retraité depuis 1998, il continue à enseigner le breton, à écrire et à militer pour la Bretagne, sa langue et sa culture. Il a été distingué par l'Institut culturel de Bretagne pour son œuvre en faveur de la Bretagne en recevant le 21 novembre 2009 le collier de l'ordre de l'Hermine.

## Publications

### Poésie
- De chair et d'âme, Éditions Jean Germain, Bordeaux, 1962
- Ciel-de-gris, Éditions B.I.P., Rennes, 1970
- Notre terre promise, Éditions Kendalc'h, 1977, partie centrale bilingue
- Blaz ar vuhez, en breton, Éditions Mouladurioù Hor Yezh, 1999
- À fendre cœur / Cri de colonisé, Éditions Sevel e vouezh, 2005
- War barlenn an amzer, Éditions Al Liamm, 2007

### Nouvelles
- Logodennig, (Kaoteriad, Skrid, 1987)
- An heol ne ouio ket (Al Liamm, N° 286, Gwengolo 1994)
- Mallozh Doue (Al Liamm. N° 331, Ebrel 2002)
- Nozvezh Chani (Al Liamm, N° 346, Here 2004)
- An dimeziñ (Al Liamm, N° 349, Ebrel 2005)

### Théâtre
- Beaj ar Venus (Skrid, N° 30, 1982), pièce en un acte traduite en néerlandais et en flamand de Zwevegem.

### Préfaces
- 36 chandelles pour un enfant, recueil de poèmes de Judikaël (Kendalc'h, 1975)
- Bretagne aujourd'hui, terre de poésie (An Douarenn, K.S.G., 1979)
- Bretanje is weer poëzie, anthologie de poésie traduite du breton en néerlandais, par Jan Deloof, dont poèmes de T.K. (Orbis en Orion, Uitgevers, Beveren, België, 1981).
- Présentation d'auteurs bretonnants dans l'anthologie de nouvelles traduites du breton (dont Logodennig), par Jan Deloof : Verhalen van het eind van de wereld (Kruispunt 117, België, 1988).
- préface en breton de l'anthologie de poésie traduite du breton en néerlandais par Jan Deloof : Ik heb geen ander land (Kruispunt, 1988, dont poèmes de T.K. et dans le C.D.).

### Adaptations en breton
- Parties en breton de l'oratorio Mor-Bihan de Patrick Jackson-Röhrer, compositeur Christophe Guyard (1994).
- Textes en breton de l'opéra Anne de Bretagne, livret de Jean-Michel Fournereau, musique de Pierick Houdy (2001).
- Traduction de poèmes de divers auteurs, à leur demande, dont Christine Guénanten.

### Traductions
- Ouvrages pour enfants (Albums du Père Castor, Flammarion, 1976) :
  - Tri femoc'h bihan ;
  - Ar c'havr hag ar mennoù-gavr ;
  - Keneiled vat ;
  - Ar Bisig Kollet (ces deux derniers édités en outre sur cassette par Bemdez, en 1991).

### Pratique et pédagogique
- Chèques et adresses en breton (Coop Breizh, 2002).
- Brezhonegomp !, 1 et 2, (Skol Uhel Ar Vro 2012-2013)

### Toponymie
- Des noms de lieux à l'histoire de Saint-Nolf (Glad Senolf, 2003).
- Les noms de lieux d'Hañveg (Sevel e vouezh, 2007)

### Articles
Dans L'Avenir de la Bretagne, Ar Vro, Breizh, Skol Vreizh, La Bretagne à Paris, Sav Breizh, La Liberté du Mor-Bihan, Bremañ, Hor Yezh, Al Liamm, Breizh Info, Spered Gouez, Armor Magazine…

### Philosophie
- Geriadur ar brederouriezh (dictionnaire de philosophie bilingue breton-français, de 566 pages, éditions Tir, 2010).
- Perlosophie (philosophie et pédagogie, illustrations de Malo Louarn)[1].
- A-hed ma freder (notes philosophiques, en préparation).

## Discographie
- An Namnediz (45 t. Mouez Breiz, N° 45126, 1966).
- Tonioù poblel Breizh gant An Namnediz (45 t. B.I.P., N° 45-01, 1970)
- Folksong breton : An Namnediz (33 t. 17 cm, MF, B.I.P. N° 45-02, 1973).
- Kanaouennoù a-wechall evit bugale a-vremañ (33 t. 17 cm, Skol & C.R.D.P. Rennes, 1985).
- An Namnediz en Erge-Vihan (cassette M.P.O., K.S.G., 1989).
- An Namnediz : 1960-1973 (C.D. de 64 min, Sevel e vouezh, 2006).

## Récompenses
- 1997 : prix Pierre Roy de littérature en langue bretonne.
- 2000 : prix Xavier de Langlais, pour l'ouvrage Blaz ar vuhez.
- 2002 : prix Imram pour l'ensemble de son œuvre poétique en langue bretonne, décerné par les Rencontres poétiques internationales de Bretagne.